# 19695 Billnye
19695 Billnye este o planetă minoră (asteroid) din centura de asteroizi. A fost descoperită pe 8 septembrie 1999 la Catalina Station⁠(d) de Catalina Sky Survey. 
Obiectul prezintă o orbită caracterizată de o semiaxă mare de 2,2726879 UAi, o excentricitate de 0,1, o înclinație de 6,76198 ° în raport cu ecliptica.